# فيك فيرث
فيك فيرث (بالإنجليزية: Everett Firth)‏ هو أستاذ جامعي وموسيقي وشخصية أعمال أمريكي، ولد في 2 يونيو 1930 في وينتشتر ‏ في الولايات المتحدة، وتوفي في 26 يوليو 2015 في بوسطن في الولايات المتحدة بسبب سرطان البنكرياس.

## وصلات خارجية
- الموقع الرسمي
- فيك فيرث على موقع IMDb (الإنجليزية)
- فيك فيرث على موقع ميوزك برينز (الإنجليزية)
- فيك فيرث على موقع أول ميوزيك (الإنجليزية)
- فيك فيرث على موقع ديسكوغز (الإنجليزية)